# 井上敏樹
井上敏樹（日语：／ Inoue Toshiki，1959年11月28日—），日本男編劇。別稱「敏鬼」，出身於埼玉縣。他以參加許多特攝電視劇作品和動畫作品的編劇而為人熟知。成蹊大學中退。父親伊上勝（本名井上正喜）、女兒井上亞樹子（笔名鐘弘亞樹）同樣都從事編劇。自称“大老师”（日语：大先生）。

## 來歷
井上敏樹在大學時期是幻想文學研究會所屬，此時的他開始投入SF短篇小說的執筆創作。由于東映動畫所屬製作人七條敬三青睐他的作品，井上初次执笔了1981年電視動畫《怪博士與機器娃娃》第24話劇本，这是他作为动画编剧的出道作品。
出道以後，新人時期的井上與同期的島田滿2人一起在前輩雪室俊一門下接受指導，同時與小山高生一起進行交流。從此以後，井上專注於動畫作品的編劇為中心，負責代表作《銀河天使》系列、《牙 -KIBA-》、《死亡筆記本》等等的劇本統籌和主線編劇的工作而活躍。
1985年，井上從開始，與父親一樣也投入特攝影集的劇本製作，因此在《鳥人戰隊噴射人》、《超光戰士山齊里奧》有擔任劇本統籌的經驗。並於這2部特攝影集時期與東映所屬的製作人白倉伸一郎（現任東映董事長）見面。
2000年代開始，井上主要參與多齣平成一期(舊十年)的假面騎士作品，以懸疑解謎、刻畫人性複雜心理、多邊戀愛群像敍事、誇張誤會黑色幽默但又貼近現實、追求劇情刺激與符合帥氣潮流著稱，為整個系列確立成人向、連續劇、悲劇英雄的路線，創下最高收視和富有爭議色彩的口碑，不少元素為往後一直沿用，被譽為平成騎士之父。主筆作品有《假面騎士顎門》、《假面騎士555》、《假面騎士KIVA》，並且作為《假面騎士龍騎》、《幪面超人KABUTO》的副筆。其中在《顎門》負責過半季以上的集數，《555》全50話由他獨力一氣呵成。即繼承其父在《假面忍者 赤影》負責全季總共52集劇本執筆後，親子兩代均達成同一項記錄，創下劇本執筆最高紀錄，此事對井上本人來說也是最為印象深刻。他亦臨危受命，負責《假面騎士響鬼》後半季的劇本統籌。
2013年，《衝撃豪雷剛!!》擔任主線編劇群。2022年，时隔31年再次担任超級戰隊系列的系列構成兼主编剧，作品是《暴太郎戰隊DON BROTHERS》。

## 作品列表

### 電視動畫

#### 劇本統籌
- 假面忍者 赤影（1987年－1988年）[a]
- YAWARA！（1989年－1992年）
- 亂馬½（1989年）[b]
- 炸彈人 彈珠人爆外傳（1998年）[c]
- 遊☆戲☆王 (東映動畫版)（1998年）
- 銀河天使系列（2001年－2004年）[d]
- 鈴鐺貓娘Panyo Panyo（2002年）
- 電光快車俠2（2002年）
- 馭龍少年（2002年）
- 獸兵衛忍風帖 龍寶玉篇（2003年）
- PAPUWA（2003年）
- 天上天下（2004年）
- Legend of DUO（日语：Legend of DUO）（2004年）
- 牙 -KIBA-（日语：牙 (アニメ)）（2006年）
- 地上最強新娘（2006年）
- 死亡筆記本（2006年）
- Devil May Cry（2007年）
- 新楓之谷（2007年）
- CHAOS;HEAD（2008年）
- 鋼鐵人 (2010年動畫（日语：アイアンマン (2010年のアニメ)）)（2010年）
- 潮與虎（2015年－2016年）[e]
- 牙狼〈GARO〉-紅蓮之月-（2015年）[f]
- 傀儡馬戲團（2018年－2019年）[g]
- 紅戰士在異世界成了冒險者（2025年）

#### 編劇
- 怪博士與機器娃娃 (1981年版)（1981年－1982年）
- 未來警察浦島人（1983年）
- OKAWARI-BOY Starzan S（日语：OKAWARI-BOY スターザンS）（1984年）
- 福星小子（1984年－1986年）
- 北斗神拳（1984年）
- 搞怪拍檔（1985年）
- 褞袍超人（1986年）
- 城市獵人（1987年）
- 城市獵人2（1988年）
- 七龍珠（1986年－1986年）
- 魔神英雄傳（1988年）
- 獸神萊卡（1989年）
- 天空戰記（1989年－1990年）
- 七龍珠Z（1989年－1990年[h]）
- 亂馬½ 熱鬥篇（1989年[i]）
- （1990年）
- 勇者特急隊（1993年）
- 獸戰士卡爾基巴（日语：獣戦士ガルキーバ）（1995年）
- 名偵探柯南（1996年）
- （1996年）
- 天才小魚郎（1996年）
- 金田一少年之事件簿（1997年）
- 電光快車俠（1997年）
- 危險調查員（1998年）
- 鋼之鍊金術師（2003年）
- 新宇宙飛龍 LEGEND OF DAIKU-MARYU（2006年）
- 魔女之刃（2006年）
- 真仙魔大戰（2007年）
- 假面男僕（2008年）
- 七龍珠改（2009年）
- Active Raid -機動強襲室第八係-（2016年）

### OVA
- 暗黑之貓（日语：ダークキャット）（1991年）
- 假面騎士SD（1993年）

### 特攝影集

#### 劇本統籌、主線編劇
- 超級戰隊系列
  - 鳥人戰隊噴射人（1991年－1992年）
  - 暴太郎戰隊DON BROTHERS（2022年－2023年）除第26话总集篇全执笔
- 超光戰士山齊里奧（1996年）
- 鐵甲機三日月（2000年－2001年）
- 假面騎士系列
  - 假面騎士鄂鬥（2001年－2002年）
    - 假面騎士鄂鬥特别篇 全新變身（2001年）

  - 假面騎士555（2003年－2004年）[j]
  - 假面騎士響鬼（2005年－2006年）
  - 假面騎士KIVA（2008年－2009年）[k]
- 甜心戰士 THE LIVE（2007年－2008年）
- 衝撃豪雷剛!!（日语：衝撃ゴウライガン!!）（2013年）[l]

#### 特攝影集
- 快一点！内姆磷（1985年）
- 超级战队系列
  - 超新星閃光人（1986年）
  - 光戰隊覆面人（1987年）
  - 超獸戰隊生命人（1988年）
  - 高速戰隊渦輪連者（1989年）
  - 地球戰隊五人組（1990年）
  - 恐龍戰隊獸連者（1992年）
  - 五星戰隊大連者（1993年）
  - 超力戰隊王連者（1995年）
  - 未來戰隊時間連者（2000年）
  - 海賊戰隊豪快者（2011年）
- 假面骑士系列
  - 假面騎士空我（2000年）
  - 假面騎士龍騎（2002年）
    - 假面騎士龍騎特別篇 13RIDERS（2002年）

  - 假面騎士劍（2004年）
  - 假面骑士KABUTO（2006年）
  - 假面騎士Decade（2009年）（第20-23集）
  - 假面騎士ZI-O（2018年）（第35-36集）
- 鋼鐵天使pure（2002年）
- 牙狼〈GARO〉～魔戒閃騎～（2011年）

### 電視劇
- 京都始末屋事件檔案（日语：京都始末屋事件ファイル）（1999年）

### 電影
- 怪博士與機器娃娃：哈囉！不可思議島（日语：Dr.スランプ アラレちゃん ハロー!不思議島）（1981年）
- 怪博士與機器娃娃：“吼唷唷！”宇宙大冒險（日语：Dr.SLUMP ほよよ! 宇宙大冒険）（1982年）
- 怪博士與機器娃娃：吼唷唷！世界一周大賽車（日语：Dr.スランプ アラレちゃん ほよよ!世界一周大レース）（1983年）
- （1985年）
- 福星小子4：鬼姬傳說（日语：うる星やつら4 ラム・ザ・フォーエバー）（1986年）
- 七龍珠：神龍傳說（1986年）
- YAWARA！ 上吧！懦怯的孩子們！（1992年）
- 人造人間電腦黑魔（1995年）
- 劇場版 假面騎士鄂鬥 Project G4（2001年）
- 劇場版 假面騎士龍騎 EPISODE FINAL（2002年）
- 劇場版 假面騎士555 消失的天堂（2003年）
- 劇場版 假面騎士劍 MISSING ACE（日语：仮面ライダー剣 MISSING ACE）（2004年）
- 劇場版 假面騎士響鬼與七人的戰鬼（2005年）
- 假面騎士 THE FIRST（2005年）
- 假面騎士 THE NEXT（2007年）
- 劇場版 假面騎士KIVA 魔界城之王（2008年）
- 假面騎士×假面騎士 OOO & W feat.SKULL MOVIE大戰CORE「假面騎士OOO 織田信長的欲望」（2010年）
- 假面騎士1號（2016年）

### 戲曲
- H～i！Jack!!（2005年，劇團大眾小說家（日语：劇団たいしゅう小説家））
- 人生最良～！日？ ～葬儀結婚式同日?!～（擔任原案、監修，2007年，劇團大眾小說家）
- Voice6 Venus Escape（擔任監修，2009年，舞台依據朝日電視台播報員）
- 我的舞台（2013年，劇團大眾小說家）

### 遊戲
- 人造人間電腦黑魔 最後的審判（1996年，Sega）
- 妖精劍士f系列（Compile Heart）
  - 妖精劍士f（2013年）
  - 妖精劍士f ADVENT DARK FORCE（2015年）

## 編劇以外執筆作品

### 小說
記載井上擔任電視劇小說化執筆的作品。
- 超時空要塞 TV版 上、中、下（小學館文庫 1983年，小學館Super Quest文庫（日语：スーパークエスト文庫）復刊）
- 超時空世紀歐卡斯 TV版 上&下（小学館文庫 1984年，小學館Super Quest文庫復刊）
- 鳥人戰隊噴射人 VOL.1～3（小學館Super Quest文庫，1992年）
- 假面騎士555 正傳 -異形之花們-（講談社，2004年）
- Artemis Code（Megami文庫（日语：メガミ文庫），2008年）－只擔任原作。執筆為古怒田健志。
- 美少女戰隊Deleuze（Megami文庫，2008年）－只擔任原作。執筆為平林佐和子。
- 美少女戰隊Deleuze Scarlet Soldier Solitude（Megami文庫，2009年）－只擔任原作。執筆為平林佐和子。
- 假面騎士龍騎（講談社，2013年）
- 假面騎士555（講談社，2013年）－收錄了「異形之花們」的再錄版和本書的全新後記內容。
- 假面騎士顎門（講談社，2013年）－只擔任監修。執筆為岡村直宏。
- 假面騎士KIVA（講談社，2013年）－只擔任監修。執筆為古怒田健志。
- 假面騎士Decade（講談社，2013年）－只擔任監修。執筆為鐘弘亞樹。
- 海底的鋼琴（日语：海の底のピアノ）（朝日新聞出版，2014年）
- 月神（朝日新聞出版，2015年）

### 漫畫原作
- 神鼓妙拳（作畫：豬熊忍）
- 嗆妹探偵團（負責原案協力，作畫：北崎拓）
- Ω（作畫：松森正、人物設定：雨宮慶太（日语：雨宮慶太））
- 梅比烏斯齒輪（作畫：六道神士）
- （作畫：瑪俐歐金田）
- 教壇
- 裝刀凱（日语：ソードガイ 装刀凱）（作畫：木根攝（日语：木根ヲサム）、人物設定：雨宮慶太）
- 假面騎士空我（日语：仮面ライダークウガ (漫画)）（負責編劇，原作：石之森章太郎、作畫：橫島一（日语：横島一））
- 草莓人（作畫：神誡、人物設定：山口裕子）

### 作詞
- （《七龍珠》登場人物飲茶的主題歌曲）
- 炎（與里乃塚玲央（日语：里乃塚玲央）共同作詞。《鳥人戰隊噴射人》登場人物黑禿鷹Black Condor：結城凱的主題歌曲）
- 歌女相撲取（《超光戰士山齊里奧》劇中歌曲。作為卡拉OK伴奏的背景音樂使用）